# Entre chiens et chats
Pour plus de détails, voir Fiche technique et Distribution.
Entre chiens et chats (The Truth About Cats and Dogs) est un film américain réalisé par Michael Lehmann, sorti en 1996.

## Synopsis
À Los Angeles, Abby est une jeune vétérinaire gaie et enjouée. Elle anime une émission de radio pour conseiller les propriétaires d'animaux. Un jour, lors d'une de ses émissions, Brian, un photographe est en panique avec son nouveau chien, l'appelle pour des conseils. Il tombe sous le charme et lui propose un rendez-vous. Abby, persuadée de n'être pas assez jolie et sexy, panique et demande à sa voisine Noëlle, une sublime mannequin, un peu candide et maladroite, de la remplacer.

## Fiche technique
- Titre : Entre chiens et chats
- Titre original : The Truth About Cats and Dogs
- Réalisation : Michael Lehmann
- Scénario : Audrey Wells
- Musique : Howard Shore
- Photographie : Robert Brinkmann
- Montage : Stephen Semel (en)
- Décors : Sharon Seymour
- Costumes : Bridget Kelly
- Production : Cari-Esta Albert, Richard Hashimoto et Audrey Wells
- Sociétés de production : 20th Century Fox Film Corporation, Noon Attack
- Distribution : 20th Century Fox
- Dates de tournage : 14 mars 1995 au 25 mai 1995
- Lieux de tournage : Venice, Los Angeles, Californie Santa Monica Promenade, Santa Monica.
- Format : Couleurs - 1,85:1 - Caméras Arriflex 535 - 35 mm - Dolby Digital 5.1
- Durée : 93 minutes
- Dates de sortie cinéma : 
  - États-Unis : 26 avril 1996
  - France : 25 décembre 1996
  - Date de sortie DVD : France : 6 février 2002

## Distribution
- Uma Thurman (VF : Juliette Degenne) : Noëlle
- Janeane Garofalo (VF : Dominique Chauby) : Abby
- Ben Chaplin (VF : Jérôme Keen) : Brian
- Jamie Foxx (VF : Thierry Desroses) : Ed
- James McCaffrey (VF : Thierry Mercier) : Roy
- Richard Coca : Eric
- Stanley DeSantis : Mario
- Antoinette Valente : Susan
- Mitch Rouse (VF : Patrick Laplace) : Bee Man